# Desa Cikedokan (administrativ by i Indonesien, lat -6,33, long 107,08)
Desa Cikedokan är en administrativ by i Indonesien.   Den ligger i provinsen Jawa Barat, i den västra delen av landet, 29 km öster om huvudstaden Jakarta.